# 要約筆記
要約筆記（ようやくひっき）は、聴覚障害者への情報保障手段の一つで、話されている内容を要約し、文字として伝えることをいう。主に第一言語を手話としない中途失聴者・難聴者などを対象とする。要約筆記作業に従事する通訳者のことを要約筆記者、要約筆記奉仕員、ノートテイカーと呼ぶ。あくまで聴覚障害者のために「発話時点で要約し、通訳すること」を保障するのであって、音声の記録行為とは異なる。

## 実施形態
要約筆記の実施形態は、情報保障を必要とする人々の条件や、場所や機材上の条件により、最善の実施形態が採用される。主な実施形態は、次の通り。

### 筆談要約筆記
単にノートテイクと呼ぶこともある。話された内容を紙やホワイトボードに書く、もしくはノートパソコン等に入力するなどして情報保障にあたる。場所を選ばないオーソドックスな要約筆記として、病院、冠婚葬祭、学校の授業等で広く利用されている。

### OHP要約筆記
OHP要約筆記は、オーバーヘッドプロジェクタを用いる。屋内でスクリーンが使用できる場合、少ない機材で運用できる。ロールと呼ばれる巻物状のOHPシートに、フェルトペンで文字を書き、それをスクリーンに映し出す。筆記者は光源を注視するため専用のサングラスが必要となる。このほか滑りのよい手袋を着用する。少なくとも筆記者のほかに、ロールを進める補助者、その他の作業を行う補助者が必要となる。

### OHC要約筆記
OHC要約筆記は、屋内でオーバーヘッドカメラ（書画カメラ）を用い、紙に筆記したものをスクリーンに映し出す。OHP要約筆記と比べて、強烈な光源がないため、筆記者の身体的負担が少なく、紙などによる既存の資料をそのまま映すことができる。資料の多い講演会では融通が利く。半面、機材が高価である。

### パソコン要約筆記
パソコン要約筆記は、パーソナルコンピュータをプロジェクタに接続し、音声情報をパソコンにテキスト入力し、テキストをスクリーン上に提供する要約筆記である。入力システムの単語登録機能により作業効率が向上し、他の要約筆記に比べ圧倒的に多い情報提供量が特徴である。入力システムには、IPtalk、ITBC2、tach、RTD2、まぁちゃんなど、専用のソフトウェアを用いるほか、ワードプロセッサやテキストエディタなど、汎用のソフトで行う方法もある。文章の入力方法には、単独で入力する「一人入力」のほか、複数の人で1文を完成させてゆく「連係入力」という方法がある。
パソコン要約筆記の実施者には、一般的な要約筆記知識・能力のほか、確実なタッチタイピング能力、パソコン・ネットワーク・専門ソフトに対する知識を要求される。手書き要約筆記に比べて情報量を多くすることができるため、読み手にあった情報量・スピードなどの配慮が必要となる。講演や式典などであらかじめ提供する音声情報が確定し、テキストデータが用意できる場合には、前ロールという送信テンプレートを作成しておくことで正確な表示ができる専用のソフトもある。
近年の全国障害者スポーツ大会では、大型映像装置の表示に適用されるケースや、モバイル機器を活用する例がある。
インターネットとテレビ会議システムを応用し、遠隔地からの要約筆記を試みる例や、携帯電話で音声を遠隔地に送り、文字を遠隔地からインターネットで送り返すシステムで情報保障を行う例も登場した。

## 要約筆記の必要性
一般的に、聴覚障害者は手話で会話ができるとの認識が多いが、実際には手話で完全なコミュニケーションをとれる人の数は多くはない。とりわけ中途失聴者や難聴者は、第一言語を音声言語としている場合が多く、積極的なコミュニケーション手段として手話を覚えることが難しい。そのため言語を文字として理解できる識字能力を活用し要約筆記を主な情報保障手段とし、手話を会話の補助手段とすることが増えている。
「聴覚器に支障はないが音声での情報取得を困難とする症状」や「特定の音域での音声情報の取得を困難とする症状」を有する人々にとっても、音声情報と併せて視覚情報が提供されることによって内容の把握が容易になるという効用が認められる。

## 要約筆記の基本
要約筆記には「速く、正確に、読みやすく、私感を含めず、秘密を守る」という原則がある。
1. 速く
  - 情報伝達に時間差が生まれると、やりとりが遅くなってしまう。QOLの面から言えば、健聴者と同じ時に同じ内容でアクションを起こすことができない要素になってしまう。そのため、できるだけ速く伝える事が大事となる。
2. 正確に
  - 間違った情報は、情報の理解やその後の行動に大きな影響を与える（例えば、集合時間など）。「間違った情報であれば 与えてもらわないほうが確実に行動できる」という考え方があり、要約筆記を情報保障として活用するためには、正確な情報伝達が要求される。
3. 読みやすく
  - 手書きする場合は、文字の大きさや崩れ具合などにより文字を読み取れないことがある。パソコンでは文字の表示方法を工夫しないと読みづらいことがある。
4. 私感を含めず
  - あくまで要約筆記奉仕員は通訳作業に徹しなければならない。依頼人が何も言っていないのに勝手に答えてしまうことは、この業務においてはタブーとなっている。
5. 秘密を守る
  - 情報保障の場は多岐にわたる。時として病院などのプライベートな場に居合わせることも多い。そういう場合に数多くの個人情報に触れるため、守秘義務がある。ボランティアで要約筆記奉仕員をする人もいるが、守秘義務が守れない人は奉仕員として失格である。